# Félix Reina
Félix Rafael Herrera Altuna, conocido por su nombre artístico Félix Reina (Trinidad, Las Villas, 21 de mayo de 1921-La Habana, 10 de febrero de 1998), fue un violinista, compositor, arreglista y director de orquesta cubano.

## Biografía
Realizó sus primeros estudios musicales con su padre y con el maestro Isidro Cintra, quien lo imició en el arte de tocar el violín. Formó parte de orquestas típicas trinitarias hasta que se radicó en La Habana en 1946. 
Trabajó en forma sucesiva en las varias orquestas del tipo charanga más importantes de esos años, como la de José Antonio Díaz, Arcaño y sus Maravillas, Fajardo y sus Estrellas, estando en la orquesta de este último, junto con él compuso la mundialmente famosa "Olga La Tamalera". Olga Moré Jiménez era una vendedora ambulante que se ganaba la vida, valiéndose de sus habilidades culinarias, vendiendo ese manjar popular de la cocina criolla tradicional cubana y de toda América conocido como: tamal de maíz en hojas. Félix y José Antonio Fajardo, eran asiduos consumidores de estas exquisiteces. 
También tocó en La Orquesta América, antes de fundar su propia agrupación "Estrellas Cubanas" en 1959, con la que se mantuvo trabajando hasta su muerte. En estas tres últimas orquestas siempre compartía instrumento con el también maestro Enrique Jorrín, quién fuera su amigo hasta sus últimos días, y a quíén, en múltiples ocasiones, le hacía arreglos musicales, una de sus más destacadas virtudes. 
La orquesta "Estrellas Cubanas", la fundó con los músicos Dámaso Morales (contrabajo); Julián Guerrero (flauta); Raúl Valdés (piano), Ulpiano Díaz (timbal); Filiberto Peña (tumbadora); Gustavo Tamayo (güiro), Sergio Calzado, Luis Calzado y Rudy Calzado (cantantes); Elio Valdés, José Ferrer y Félix Reina (violinistas). La orquesta sufrió cambios de personal posteriormente y entraron Armando Hechavarria (flauta), José Vargas, Berto González, Josá A. Moya (violinistas), y por último Duany como cantante. Algunos de sus músicos, con Félix al frente, aparte de sus grabaciones y presentaciones en bailes y eventos musicales, hacían "violines" o toques a los santos. 
Autor de populares danzones como "Angoa" (que en México se conoció como "la boa", modificada por el compositor Carlos Lico), "Los jóvenes del silencio", "El niche", "Silver moon" entre otros, así como de los Cha-cha-chas "Muñeca triste", "Pa' bailar" y "Viva el 26". Entre sus boleros encontramos: "Y se llama Cuba", "Si no estas tú", y el internacionalmente reconocido "Si te contara". Persona jovial, alegre y muy popular en su barrio, en sus ratos libres acostumbraba a jugar dominó con sus vecinos.
Falleció en 1998 en La Habana, en el Hospital Calixto García, tras sufrir un infarto cardiaco en su domicilio en la Calle 27 en El Vedado.